# 梧井站
梧井站（：／ Ojeong yeok */?）曾为韩国铁路京釜线上的一个车站，位于大田操车场和大田站之间，目前已废止。

## 历史
- 1944年：开始使用。
- 1978年1月1日：停用本站。